# Storia economica del Canton Appenzello Esterno
La storia economica del Canton Appenzello Esterno va dalla formazione del cantone nel 8 novembre 1597 dalla divisione del Canton Appenzello fino ai giorni nostri. 

## Dalla formazione del cantone alla Repubblica Elvetica

### Demografia
Nonostante le numerose epidemie di peste, già nel XVI secolo il Canton Appenzello Esterno aveva conosciuto una forte crescita della popolazione. Tra il 1597 e il 1794 il numero degli abitanti raddoppiò, passando da 19 000 a 39 000. L'aumento della popolazione riguardò soprattutto i comuni posti sulla destra della Sitter, che fino alla fine del Medioevo avevano invece visto una minore concentrazione demografica. Nuove epidemie negli anni 1611-1635 provocarono cali demografici, che furono tuttavia compensati dalla forte eccedenza di nascite registrata prima del 1600.
Grazie allo sviluppo della produzione e del commercio delle tele di lino, dal 1667 al 1734 il tasso medio di crescita annuo della popolazione raggiunse la quota eccezionale dell'8,3‰. Dal 1734 al 1794, a causa delle annate difficili intorno al 1740 e della carestia del 1771, l'incremento annuo della popolazione subì una notevole flessione e si assestò intorno al 2,2‰, per quanto vi fosse stato un miglioramento economico dovuto alla fioritura del settore cotoniero. Questa evoluzione, caratterizzata da un forte incremento demografico nei secoli XVII-XVIII e pertanto anomala rispetto alla maggioranza delle regioni svizzere, va dunque ricondotta alla protoindustrializzazione. A partire dal 1700 si accompagnò a un aumento della mobilità interna, tale per cui, in alcuni comuni, la quota dei dimoranti (gli abitanti provenienti da altri comuni) già verso il 1800 aveva raggiunto il 30%. Poco numerosi erano invece gli immigrati da altri cantoni, che erano esclusi dall'acquisto di terreni e tenuti a pagare una forte tassa per ottenere la cittadinanza. Vere e proprie ondate migratorie si verificarono solo in tempi di crisi: se si eccettua la spedizione per l'America del 1736, in maggioranza gli emigranti che lasciavano Appenzello Esterno si dirigevano nelle regioni germanofone fra Alsazia e Prussia. Verso il 1800 Appenzello Esterno era il cantone svizzero con la maggiore densità demografica.

### Economia
Durante l'ancien régime, Appenzello Esterno era integrato in una regione economica di cui facevano parte le città e gli Stati intorno al lago di Costanza, caratterizzata da strette interrelazioni e dalla ripartizione geografica delle attività. L'abolizione dei vincoli feudali attraverso il riscatto, nel XVI secolo, degli oneri fondiari e personali, e l'assenza di dazi interni, imposte, limitazioni del diritto di domicilio (per i cittadini del cantone) e di rigide regolamentazioni nei settori artigianale o agricolo si rivelarono importanti fattori propulsivi per una precoce industrializzazione, che venne ulteriormente favorita dalla prossimità di una città come San Gallo.

#### Agricoltura e silvicoltura

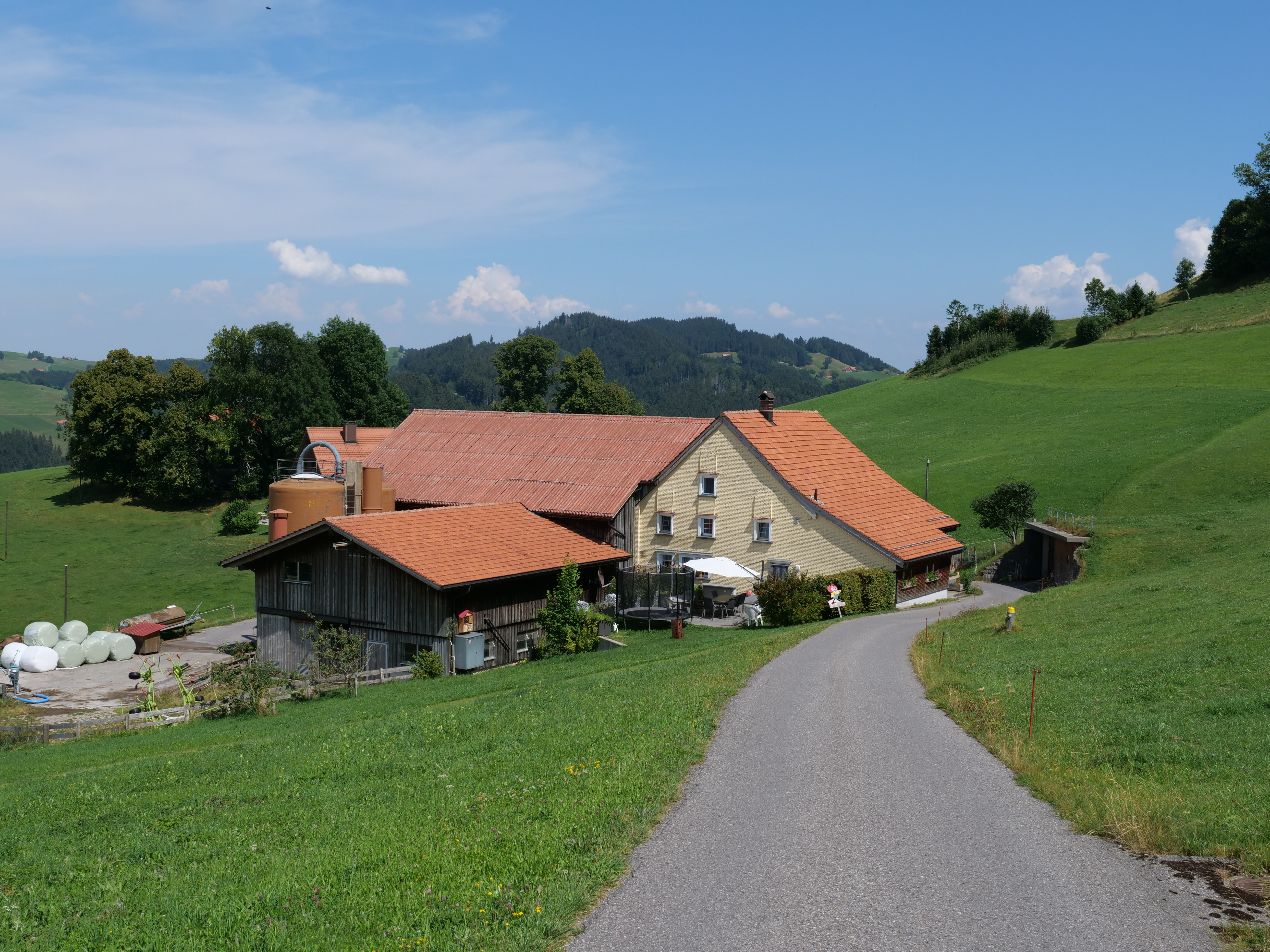
Cascina agricola a Trogen risalente al 1686

Nel settore agricolo, la conversione dalla cerealicoltura, già poco diffusa, all'allevamento del bestiame e alla coltivazione del lino accrebbe la dipendenza della regione dall'importazione di cereali dalla Svevia. Nel Vorderland, se si eccettuano le aziende viticole del Kurzenberg, dominava l'economia di sussistenza praticata dai piccoli contadini. L'agricoltura commerciale, molto presto orientata verso l'allevamento di bestiame da ingrasso e la produzione lattiera e contraddistinta da una particolare divisione del lavoro tra contadini e alpigiani, era invece diffusa specialmente nell'Hinterland. Un terzo dei contadini era in grado di produrre per il mercato (ingrasso di vitelli acquistati nel Vorarlberg e vendita di capi da macello e latticini a San Gallo). Una certa importanza avevano anche la vendita di legname da costruzione, di potassa e di carbone di legna e l'estrazione di salnitro.

#### Artigianato e commercio
Gli artigiani, fra i quali si distinguevano per la loro non comune maestria i carpentieri, si concentravano nei villaggi, dall'economia molto fiorente nel XVIII secolo. Polo principale dell'artigianato locale era Herisau, che dal 1680 conobbe un notevole sviluppo: nella località vi erano sette corporazioni di mestiere, oltre a molti artigiani che esercitavano la loro professione liberamente. Il numero e la durata dei mercati aumentò grazie alla concessione di nuove autorizzazioni e all'introduzione di nuove fiere dei tessili a Trogen (1667), Herisau (1706) e Speicher (1750) e di mercati di granaglie e di filati. Mercati settimanali e fiere annuali furono creati a Heiden nel 1685 e a Teufen nel 1728. Fiere annuali vennero inoltre introdotte a Urnäsch, Trogen, Hundwil nel 1726, a Wolfhalden/Tobel nel 1727, a Gais nel 1754, a Bühler nel 1777 e a Schwellbrunn nel 1793.

#### Settore tessile

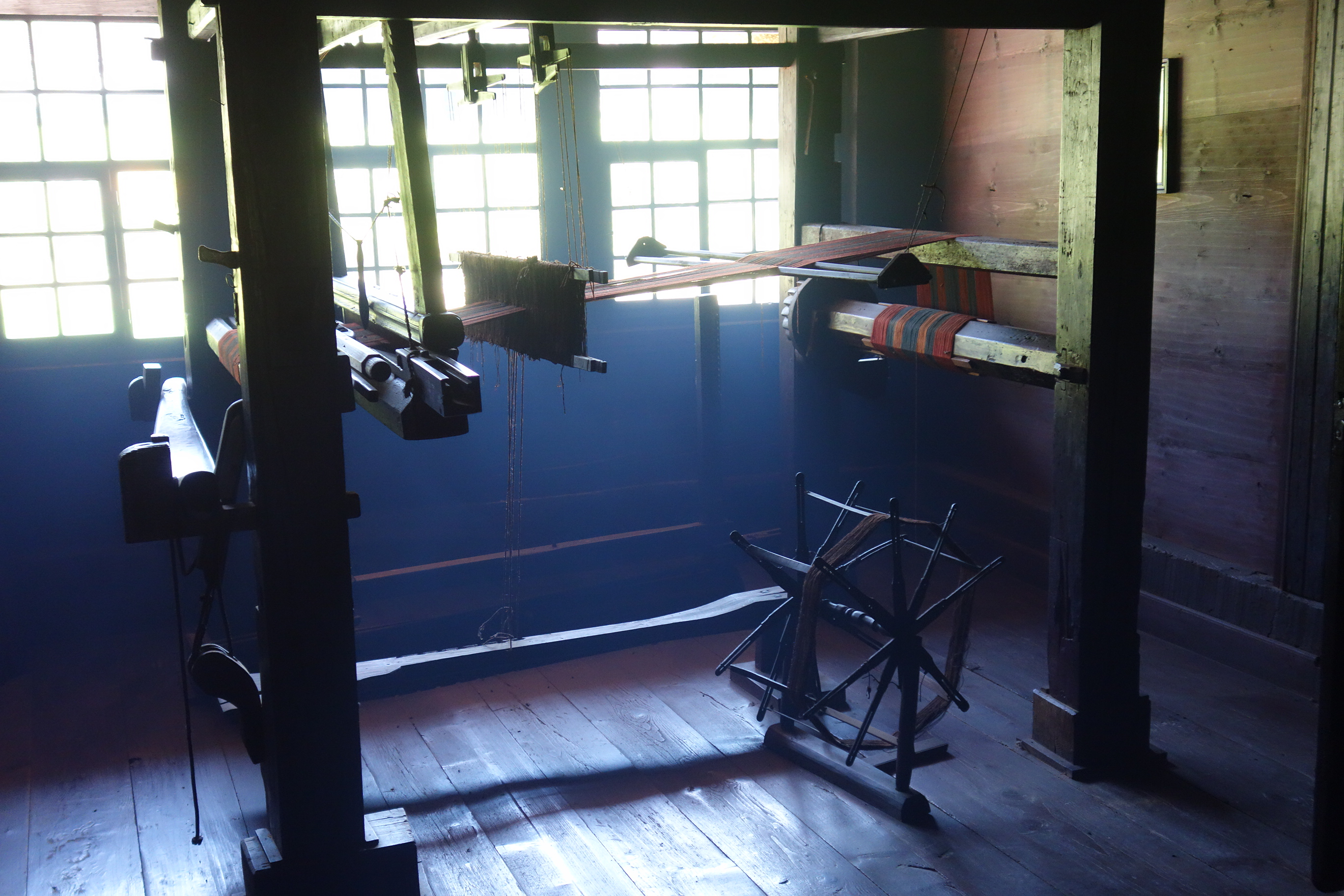
Illustrazione di un telaio a mano

Nel XVI e XVII secolo il commercio delle telerie, settore dominante dell'economia della regione, era interamente controllato da mercanti sangallesi, ma a partire dal 1670 circa la campagna appenzellese acquisì una crescente importanza rispetto alla città, grazie all'incremento della produzione, all'apertura di nuove fiere e ai primi commercianti locali di tessili prodotti a domicilio. Attorno al 1740 in tutto Appenzello Esterno si diffuse la lavorazione del cotone e l'industria a domicilio conobbe un notevole sviluppo: questa attività segnò l'inizio di una nuova fase di espansione economica, che favorì l'integrazione della regione nel mercato europeo e l'introduzione di nuovi settori di produzione, come la ricamatura a mano e la stampa di tele indiane. Fino alla comparsa della filatura meccanica su telai inglesi, nel 1790 circa, la produzione tessile locale si basò quasi interamente sul lavoro manuale svolto a domicilio. Nella misura in cui l'industria tessile si andava progressivamente sviluppando, il servizio mercenario perse importanza.

### Società

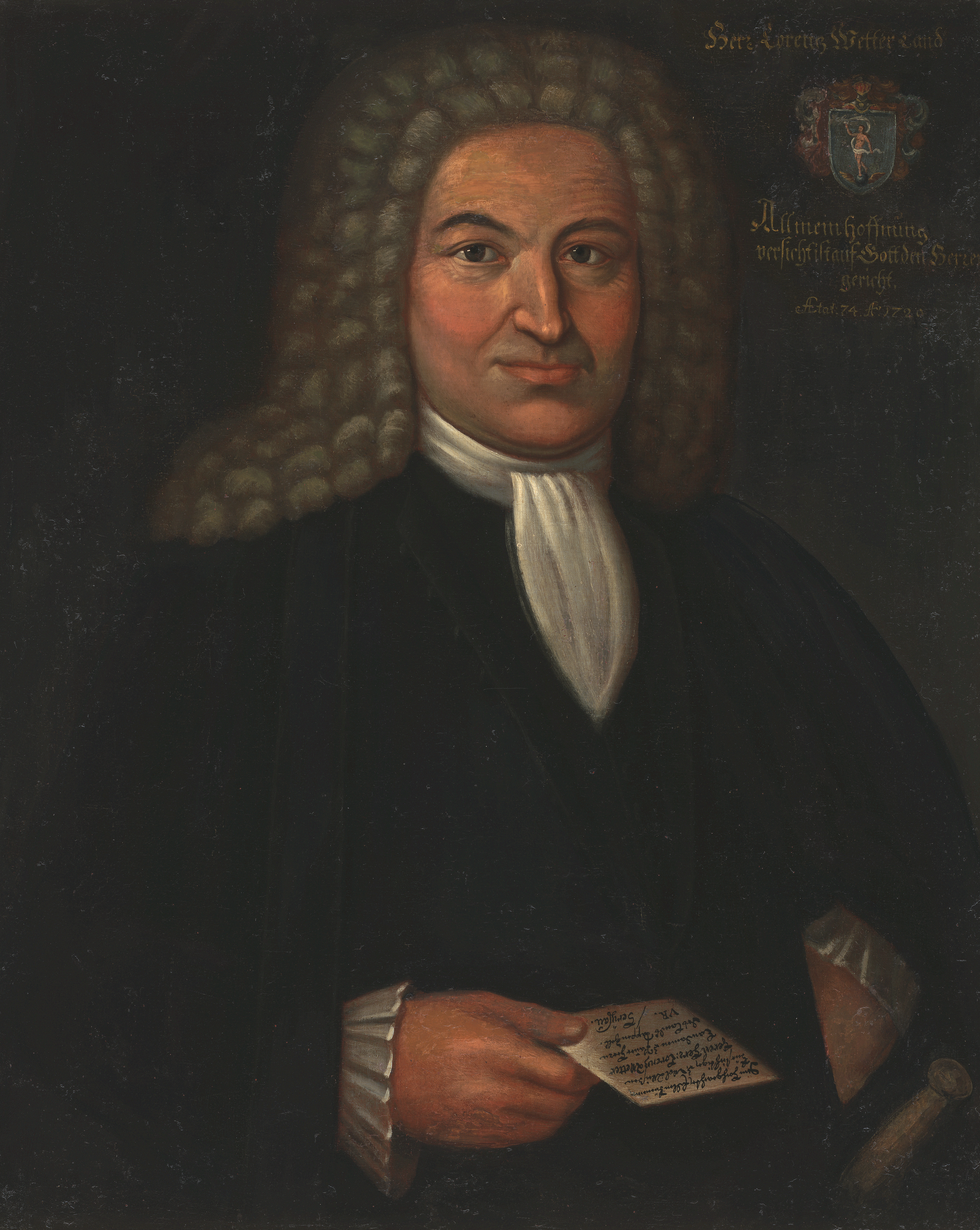
Lorenz Wetter, landamano e importante commerciante tessile di Appenzello Esterno tra il XVII e il XVIII secolo

Lo sviluppo economico fu accompagnato da mutamenti sociali. L'élite economica dominò comunque sempre anche la vita politica: se fino al 1650 il potere era detenuto da alcuni gruppi di Herisau, Gais, Urnäsch e Trogen, che avevano avuto un ruolo importante in campo militare, alla fine del XVII secolo esso passò al gruppo dei commercianti di telerie. Lo sviluppo del ramo cotoniero consentì l'ascesa sociale di nuove figure, legate alla produzione e al commercio di stoffe, e favorì pertanto la formazione di un'élite allargata e proveniente dalle diverse regioni del cantone.
Alla vigilia della Rivoluzione elvetica il ceto alto di Appenzello Esterno era costituito da ricchi mercanti e fabbricanti, uomini di mondo abituati a viaggiare e proprietari di sontuose dimore. Del ceto superiore facevano parte anche alcuni grandi contadini, piccoli commercianti, maestri artigiani, mugnai, medici e osti. Il ceto medio comprendeva piccoli fabbricanti, lavoratori indipendenti, artigiani, personale sanitario, pastori riformati, allevatori proprietari di un'azienda propria (Hämet) e alpigiani che possedevano numerosi capi di bestiame.
Il ceto inferiore era composto quasi esclusivamente da persone che lavoravano in ambito tessile: al vertice vi erano piccoli contadini e operai (soprattutto tessitori) dotati di piccole proprietà, mentre la fascia inferiore, il gruppo più numeroso in assoluto, comprendeva le famiglie di tessitori che possedevano solo una casa modesta, i lavoratori a domicilio, senza abitazione propria e interamente dipendenti dal lavoro salariato, un gran numero di domestici e infine gli operai degli opifici addetti alla rifinitura dei prodotti tessili.

## Dal XIX al XX secolo

### Demografia
Nel 1836 Appenzello Esterno contava 39 789 abitanti, grosso modo la medesima cifra registrata nel 1794. In questo arco di tempo furono determinanti i disordini dell'Elvetica, la crisi economica del biennio 1810-1812, la gravissima carestia del 1816-1817 e un'ondata di rincaro (1830-1831). Successivamente alcuni comuni, grazie all'immigrazione, registrarono una crescita accelerata. L'andamento demografico negli anni fra il 1840 e il 1940 fu in gran parte determinato dalle congiunture dell'industria tessile: i periodi di sviluppo furono contraddistinti da alti tassi di matrimoni e di natalità, quelli di crisi dall'emigrazione o da cali nelle eccedenze dei nati sui morti. Fino al 1850 circa gli emigranti si diressero soprattutto verso l'Alsazia, precocemente industrializzata in campo tessile. Dopo due fasi temporanee di partenze per la Russia (1817, 1834), dal 1846 acquisì importanza l'emigrazione verso l'America.
L'incremento demografico, costante e ben distribuito sul territorio, si attenuò dopo il 1860: fra il 1865 e il 1885 si registrò una fase discendente già in sei dei 20 comuni, fra cui la vecchia capitale, Trogen. Una fase di sviluppo riguardò invece soprattutto il Vorderland e Herisau, che si stava trasformando in centro industriale. Fino al 1910, anno in cui la popolazione di Appenzello Esterno raggiunse il suo massimo, si registrarono tassi annui di crescita nel complesso leggermente inferiori rispetto alla media svizzera: 2,9‰ dal 1805 al 1850, 6,3 dal 1850 al 1888, 3,2 dal 1888 al 1910. Nella successiva fase di calo demografico (1920-1941), mentre la popolazione anziana in genere non lasciò il cantone, migliaia di giovani lavoratori furono costretti dalla lunga crisi a emigrare in altre regioni della Svizzera o all'estero. Tra il 1887 e il 1938 emigrarono oltremare 3 570 persone. Fino allo scoppio della seconda guerra mondiale le mete europee più importanti rimasero Francia e Germania, dove molti garzoni e domestiche di Appenzello Esterno trovavano lavoro nell'agricoltura.
Negli anni 1939-1948 fecero ritorno in Svizzera circa 1 500 Appenzellesi emigrati all'estero, ma continuò la migrazione interna verso l'Altopiano: nel 1941 solo il 40% dei cittadini di Appenzello Esterno viveva ancora nel cantone. Fra il 1941 e il 1980, con una crescita annua dell'1,6‰, Appenzello Esterno figurò al terzultimo posto nella graduatoria demografica della Svizzera orientale, davanti solo ad Appenzello Interno e Glarona. In seguito alla crescente integrazione nella regione economica di San Gallo e Rorschach, nel dopoguerra si sviluppò un forte pendolarismo in uscita verso le regioni vicine: gli Appenzellesi che lavoravano nel canton San Gallo passarono da 1876 nel 1950 a 4761 nel 1980. Nello stesso arco di tempo si modificò anche la distribuzione confessionale, specialmente a causa della migrazione interna e dell'aumento in percentuale degli stranieri (4,4% nel 1950, 14,7% nel 1970).
Un vecchio articolo del Codice cantonale, che autorizzava chiunque a costruire secondo il proprio desiderio sulle sue proprietà, rimase in vigore in quasi tutte le località fino a XX secolo inoltrato, se si eccettuano alcune restrizioni, come la legge sulle strade e sulle assicurazioni e le ordinanze antincendio. Mentre dopo il 1800 il numero degli insediamenti isolati registrò un debole aumento, fra il 1860 e il 1915 villaggi e frazioni conobbero un intenso sviluppo edilizio, cui corrispose un calo del tasso di occupazione. Dal 1960 mostrano un dinamismo straordinario, in questo senso, in particolare i comuni vicini a San Gallo.
Evoluzione degli edifici abitati dal XIX al XX secolo
Edifici abitatiAnno030006000900012.00015.00018361880192019601980Edifici abitati

### Economia
Per lungo tempo lo Stato non intervenne nella vita economica: solo dopo il 1850 le autorità si preoccuparono di un suo rafforzamento attraverso la fornitura di infrastrutture. La popolazione, attiva soprattutto nel settore tessile, risentiva delle fluttuazioni congiunturali di agricoltura e commercio, strettamente legate fino al 1850. In precedenza, in epoca protoindustriale, l'economia locale gravitava essenzialmente attorno alla regione bodanica, come dimostra il sistema dei pesi e misure e il persistere dell'uso del fiorino. Il principale strumento finanziario era costituito dai cosiddetti Zedel (o Zettel), titoli ipotecari a tasso fisso e liberamente commerciabili: questo antico sistema di credito rimase in uso anche dopo l'entrata in vigore del Codice civile svizzero. Anche se dal 1819 cominciarono ad operare le prime casse di risparmio locali, la piazza finanziaria di San Gallo rimase praticamente senza concorrenza fino al 1866, quando venne fondata la Banca per Appenzello Esterno (inglobata dalla Società di banca svizzera nel 1909). Al 1875 risale invece l'apertura della Banca cantonale. Nel corso degli anni 1990 si è registrata una importante ristrutturazione del sistema bancario: le piccole casse di risparmio si sono unite, la rete di filiali ha subito una forte contrazione e la Banca cantonale, alle prese con una difficile situazione finanziaria, è stata assorbita dall'Unione di banche svizzere nel 1996.

#### Agricoltura e silvicoltura

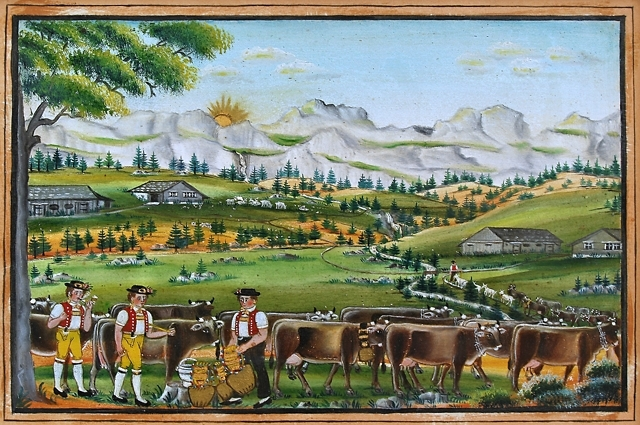
Dipinto di allevatori appenzellesi all'alpeggio

L'agricoltura, incentrata sull'allevamento bovino, fino al 1840 conservò le strutture tradizionali. la sua produttività aumentò dopo il 1860 grazie alle misure di promozione dell'allevamento, dell'alpicoltura e della produzione casearia introdotte in modo esemplare da imprenditori come Emmanuel Meyer e Ulrich Zellweger, e in seguito diffuse da associazioni contadine e sostenute dal cantone e dalla Confederazione. Con la prima esposizione cantonale di bestiame (1846) si impose la scelta di favorire la razza bruna alpina e contrastare l'importazione di razze straniere. Fra il 1866 e il 1906 il patrimonio bovino passò da 14 963 capi a 22 332, quello suino da 2 643 a 11 333. L'effettivo bovino medio delle circa 3 000 aziende contadine, sempre più indebitate, passò così da 4,8 a 7,5 unità.
Nel Vorderland diminuì la viticoltura e si sviluppò invece la frutticoltura, importante già in precedenza. Attorno al 1865 la produzione di latticini iniziò ad essere praticata nei caseifici di villaggio (già 31 nel 1908), piuttosto che sugli alpeggi. Nel 1946 i caseifici si specializzarono nella produzione del formaggio con il marchio Appenzeller. Dopo una parziale espansione della superficie agraria negli anni tra le due guerre, le aziende contadine diminuirono costantemente per una serie di motivi: possibilità sempre minori di praticare attività collaterali e integrative, invecchiamento dei proprietari, ricomposizioni parcellari favorite dal cantone. Il calo è stato del 16% dal 1939 al 1955, del 20% dal 1955 al 1965 e del 43% dal 1965 al 1990. Mentre tra il 1930 e il 1980 il numero di coloro che lavoravano nell'agricoltura è sceso da 9 242 a 3 831, la superficie media delle aziende, sempre più spesso in affitto, è salita dai 4,1 ettari del 1929 ai 10,3 ettari del 1990. A questa data il primario contava 1844 posti di lavoro (9,7% del totale). Le aziende agricole erano 1 317, con un effettivo medio di 27 bovini.
I boschi, da sempre proprietà di privati e caratterizzati da un elevato frazionamento, furono soggetti fin dal 1720 a un costante ed eccessivo sfruttamento. Alla base di ciò vi erano diversi fattori: la crescita demografica, le necessità dell'edilizia, le continue esportazioni di legname, il forte fabbisogno energetico delle aziende di finissaggio. Di conseguenza, verso il 1850 i boschi non coprivano ormai che il circa 16% della intera superficie cantonale. La situazione mutò in positivo, ma tardivamente, nel 1837 con la nascita della Società di selvicoltura di Herisau, associazione forestale che si sforzò — poi seguita da altre istituzioni — di acquistare in blocco le aree boschive non salvaguardate per sottoporle a una gestione controllata. Un rapporto sulle foreste del 1859 commissionato dal governo diede il via ai provvedimenti statali: credito per acquisti fondiari e vivai forestali nel 1861, assunzione di un forestale cantonale nel 1878, soppressione dei diritti di transito per gli animali da pascolo nel 1887, messa sotto protezione dell'intera area boschiva nel 1902, adozione di una legge forestale moderna nel 1983. Attualmente i boschi, per tre quarti di proprietà di privati, ricoprono 7 430 ettari, pari al 30% della superficie cantonale.

#### Settore tessile

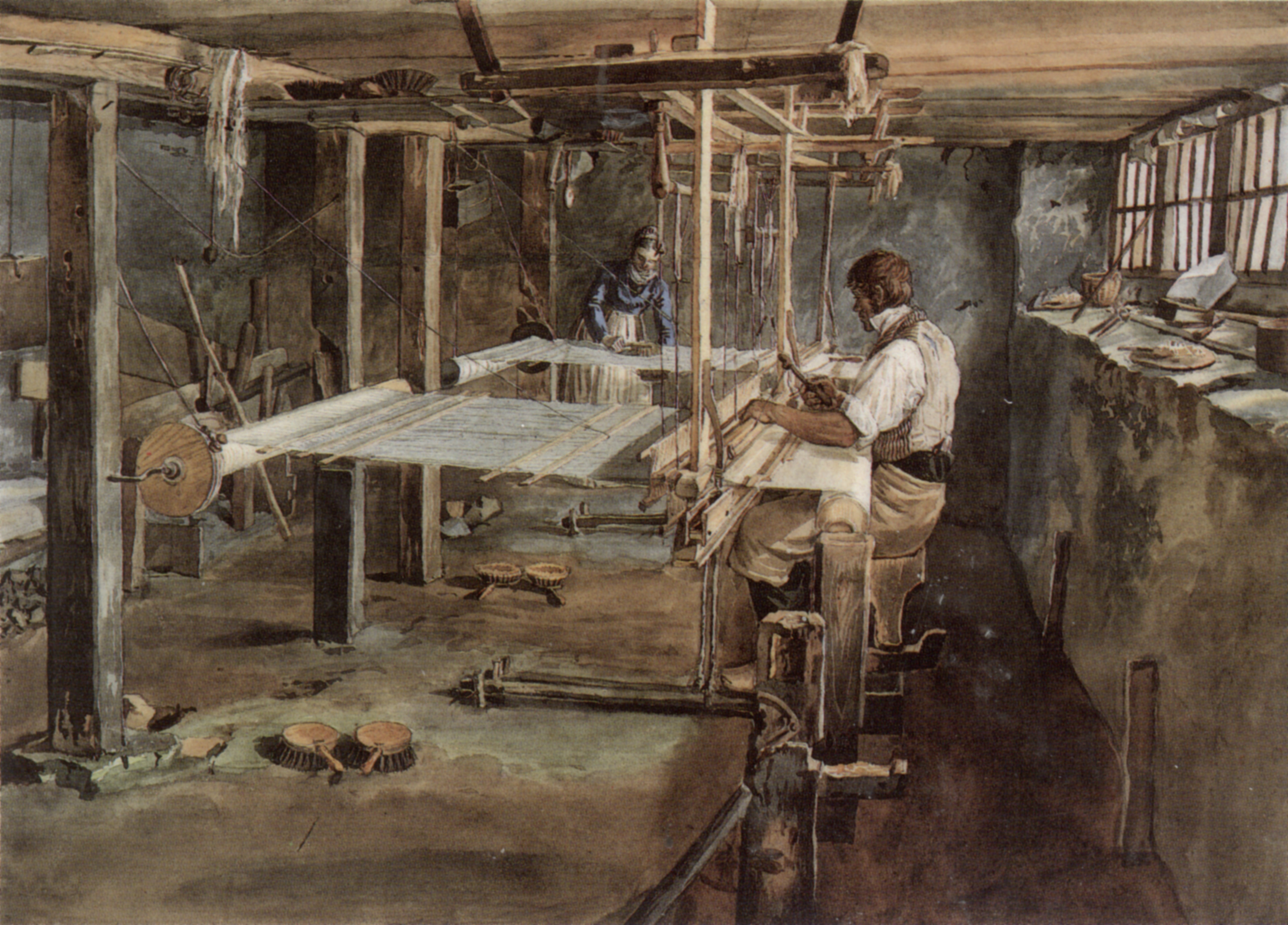
Coppia appenzellese al lavoro con un telaio a mano, 1830 circa

Nonostante la comparsa precoce di numerose filande meccaniche e di innovazioni (telaio Jacquard perfezionato), Appenzello Esterno non conobbe l'evoluzione propria di una zona tipicamente industriale: l'industria tessile, che dominò durante il XIX secolo, dopo una fase iniziale parzialmente caratterizzata dalla presenza di stabilimenti, si sviluppò soprattutto nella produzione domestica o in piccole aziende. Nel 1830 circa la tessitura di mussola, che prima era l'attività principale, fu sostituita dalla tessitura a punto piatto, concentrata quasi interamente in Appenzello Esterno (4 088 telai nel 1889) ed esercitata soprattutto nell'Hinterland e nel Mittelland. Ancora nel 1913, prima della sua definitiva crisi, questo ramo occupava 3100 persone, ossia il 44% dei lavoratori a domicilio. Dopo il 1840 si affermò nel Kurzenberg la tessitura di garze in seta, utilizzate nell'industria molitoria. Intorno al 1907 la Dufour & Cie di Thal e altre case d'esportazione davano lavoro a 1415 tessitori nel Vorderland. La produzione, da allora controllata da due grandi aziende, a partire dal 1950 fu trasferita in fabbriche di Wolfhalden e di Heiden.
Dal 1870 al 1920 fu dominante la produzione semimeccanica di ricami, iniziata in Appenzello Esterno con l'apertura di una fabbrica a Herisau nel 1856. Diffusasi a partire dal 1880 soprattutto nell'Hinterland e nel Vorderland, questa attività raggiunse la sua massima espansione nel 1890 con 2 428 macchine e 5 181 addetti. Nello stesso periodo, il ricamo con divisione grossa degli aghi, praticato quasi esclusivamente da donne a domicilio, dava lavoro nei due semicantoni a 1929 persone, concentrate soprattutto a Walzenhausen. Il solo ramo tessile in cui si affermò la produzione di fabbrica e in cui Appenzello Esterno ebbe il primato su scala nazionale fu l'industria del finissaggio: fra il 1800 e il 1850 le aziende attive nel settore, in prevalenza ancora legate all'agricoltura, erano una trentina. Nel 1843 a Herisau, Gais e Bühler vi erano complessivamente 14 impianti di candeggio, sei di apprettatura e otto tintorie o stamperie. Dal 1864 vennero adottati nuovi procedimenti chimici e meccanici, e ben presto si affermò nelle fabbriche la tendenza a fornire un'ampia gamma di servizi. Dal 1880 al 1910 il numero delle aziende diminuì del 28,5%, mentre il personale impiegato aumentò dell'86,5% (1 843 dipendenti nel 1910). Tra le ditte di finissaggio della Svizzera orientale, organizzate in cartello dal 1898, fin dopo il 1990 hanno avuto un ruolo di spicco le aziende di Herisau Cilander, Signer AG e Walser AG.

Ex fabbrica di candeggio a Bühler, risalente al XIX secolo

Alla lunga crisi delle vendite di ricami e tessuti, iniziata nel 1920, i responsabili delle imprese, delle banche e dello Stato reagirono ripiegando su un atteggiamento passivo di continua attesa del rilancio e consumando le riserve. Nel solo periodo 1922-1929 i drastici cali di produzione e le chiusure di aziende provocarono la cancellazione di circa 6 000 posti di lavoro: il personale ricamatore, che nel 1923 costituiva il 47,4% della manodopera di fabbrica, scese all'8,4% nel 1929.
Se fra il 1941 e il 1980 sul piano nazionale il settore tessile registrò un calo dall'8,2% al 3,4% nella percentuale degli occupati, in Appenzello Esterno questa industria restò dominante fino al 1980: determinanti per la sua tenuta furono — oltre al finissaggio — le nuove aziende, sorte nel periodo tra le due guerre e divenute prospere dopo il 1945, orientate alla produzione di capi di vestiario, calze e tappeti.
Percentuale di occupati nel settore tessile nel XX secolo
Percentuale occupati nel tessileAnno02040608010019231941196019801991Percentuale occupati nel tessile

#### Altre industrie
Dal 1950 hanno acquisito una certa importanza anche l'industria della plastica, quella metalmeccanica ed elettrotecnica, che secondo il censimento delle aziende del 1991 davano lavoro a 2621 persone, prevalentemente in piccole e medie aziende. Attualmente la ditta più importante è la fabbrica di cavi e gomma fondata nel 1892 a Herisau da Gottlieb Suhner, rinominata Huber+Suhner a partire dal 1969.

#### Turismo e servizi

Illustrazione sulla cura del siero di latte a Gais

Accanto a Gais, già nota per la cura del siero, dal 1830 si affermarono come stazioni termali in particolare Herisau e Waldstatt. A partire dal 1850 si aggiunse una terza stazione climatica e di cura, quella di Heiden, che nel 1914 era già divenuta un centro mondano di vacanze con numerosi alberghi. Il turismo orientato alla clientela internazionale subì un brusco arresto con lo scoppio della prima guerra mondiale, e dal 1930 l'ente turistico di Appenzello Esterno si è concentrato con successo sul mercato interno, puntando soprattutto sui campi di vacanza, l'escursionismo e il turismo culturale o legato alla salute.
Nel XIX secolo la quasi totalità degli attivi nel commercio lavorava in negozi locali. Dal 1950 circa prevalgono invece coloro che lavorano fuori cantone. Intorno al 1900 il ramo commerciale, assicurativo e bancario dava lavoro a circa 1 000 persone, specialmente nelle ditte di commercio tessile concentrate a Herisau, Teufen, Speicher, Bühler, Gais, Heiden e Walzenhausen, di cui talune attive su scala mondiale. L'edilizia, florida dopo il 1850 grazie a grandi progetti di costruzione e caratterizzata da molte aziende per la lavorazione del legno, nel 1910 contava 4 642 occupati, e dal 1960 è salita nuovamente al secondo posto del settore industriale con l'11,4% degli occupati nel 1991.

#### Energia
L'approvvigionamento energetico, basato in un primo tempo sul legname e sulla forza idrica, fu assicurato dal 1860 in qualche singola azienda dal carbone (macchine a vapore). All'officina del gas di Herisau risalente al 1867 fecero seguito dal 1890 alcune centrali elettriche. Dal 1914 l'energia elettrica è fornita dalle Forze motrici di San Gallo-Appenzello (St.Gallisch-Appenzellische Kraftwerke). Gli anni 1980 sono stati contraddistinti dall'ammodernamento di diverse piccole centrali e dalla realizzazione di progetti energetici rispettosi dell'ambiente.

#### Trasporti

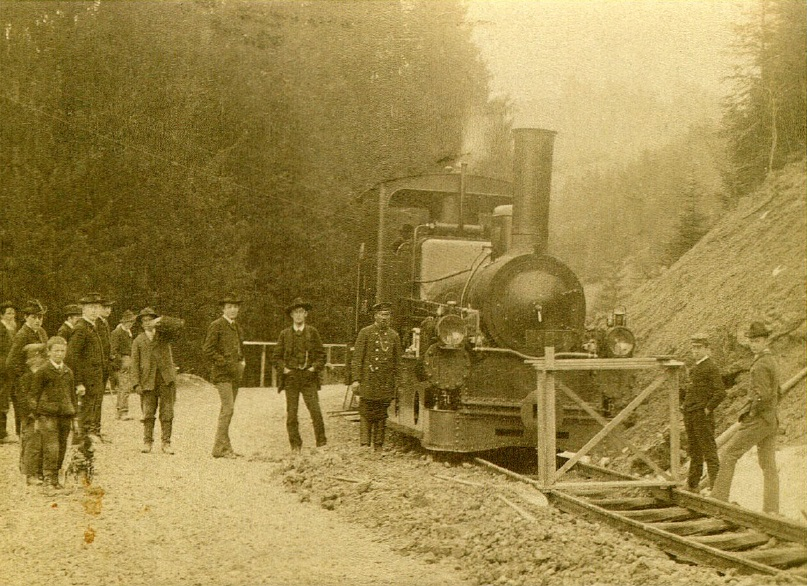
Costruzione di un tratto ferroviario nei pressi di Teufen, XIX secolo

Durante l'ancien régime lo Stato era tenuto ad assicurare unicamente la manutenzione dei ponti e dei loro accessi: la manutenzione delle poche strade importanti classificate giuridicamente come statali incombeva ai rispettivi confinanti. Tra il 1800 e il 1870 la maggioranza di tali strade - adatte solo a pedoni, animali da soma, slitte e piccoli carri - fu sostituita da vie di comunicazione transitabili in ogni stagione. Negli anni 1800-1850 gli investimenti privilegiarono gli assi stradali in direzione di San Gallo, del Rheintal e del Toggenburgo, finanziati soprattutto con capitali privati e pedaggi. Nel 1851 la legge sulle strade consentì di realizzare la Mittellandstrasse, grande arteria di attraversamento del cantone. Fra il 1870 e il 1914 i tre distretti furono collegati da linee ferroviarie a San Gallo o alle altre linee delle FFS, come le Ferrovie appenzellesi, le ferrovie di montagna Rorschach-Heiden e Rheineck-Walzenhausen, e la Ferrovia di Trogen. A partire dal 1920, in parallelo allo sviluppo della motorizzazione, le strade cantonali vennero ampliate e potenziate, arrivando a 166 km nel 1881 e a 230 km nel 1980. anche le zone con insediamenti isolati furono raggiunte dalla rete stradale e dall'elettricità. Sull'onda del boom di costruzioni stradali, fra il 1850 e il 1875 si sviluppò una fitta rete di corse postali a regia federale, con sei stazioni principali dotate di telegrafo già nel 1867.

### Società

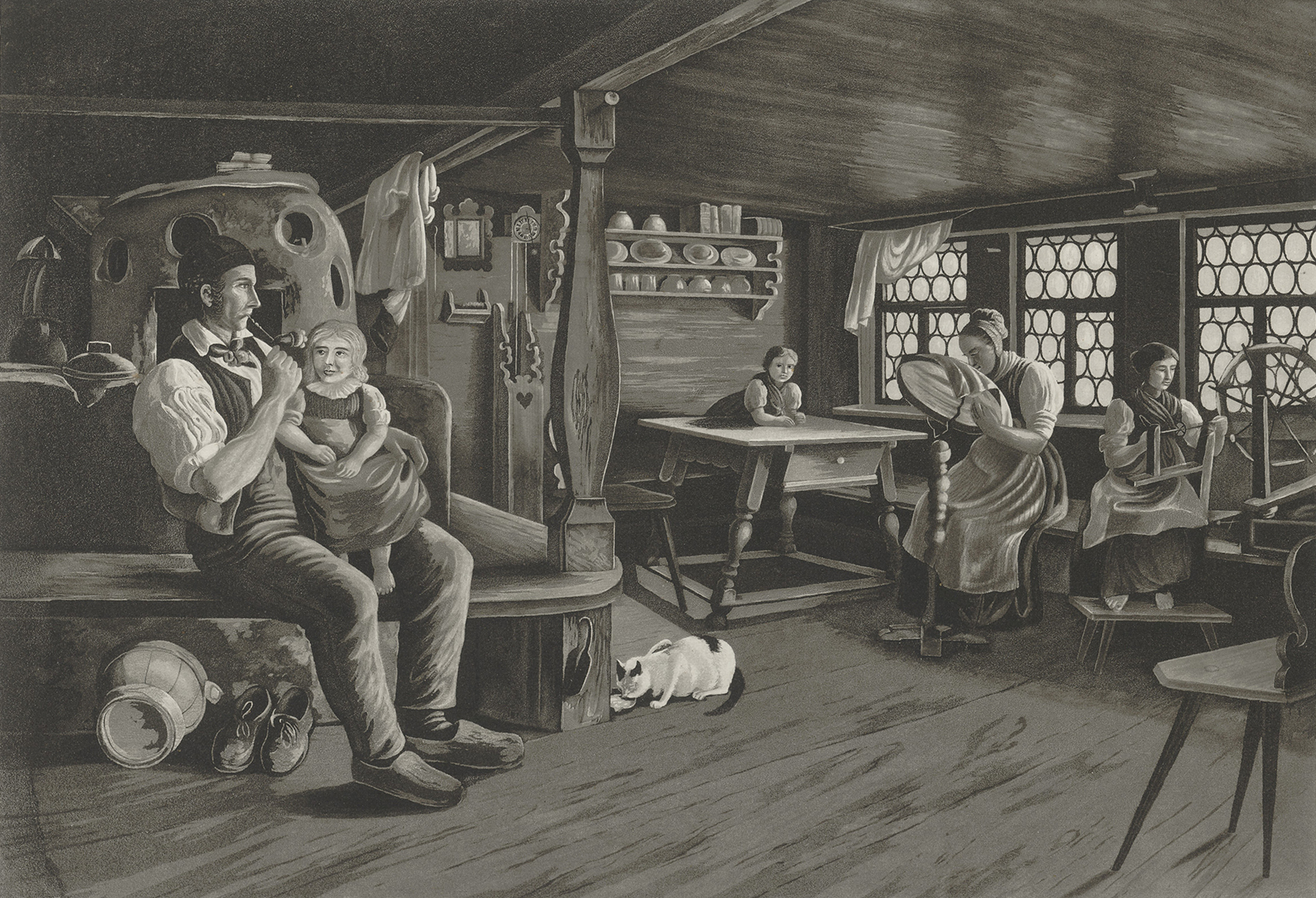
Illustrazione di una famiglia in una casa rurale in Appenzello Esterno, XIX secolo

Nel XIX secolo la principale fonte di reddito era ancora il settore tessile, che nel 1850 dava lavoro a 17 084 persone. La grande maggioranza della popolazione femminile era impiegata nella produzione tessile industriale, che venne regolamentata solo con la legge federale sulle fabbriche del 1877 e la legge cantonale sulla tutela delle lavoratrici del 1908. L'industria faceva ricorso anche a numerosi fanciulli, sia in fabbrica (469 minorenni in 46 aziende nel 1868) sia a domicilio: nel 1904, su 3 554 scolari oggetto di un'inchiesta, il 50% lavorava per 42-63 ore settimanali. La manodopera maschile non costituiva una classe unitaria: i tessitori serici e i ricamatori che lavoravano in proprio si consideravano su un piano un po' più elevato rispetto ai tessitori a punto piatto e agli operai di fabbrica. I dipendenti delle fabbriche (4 463 in 211 ditte nel 1885, 5 012 in 220 fabbriche nel 1911) rappresentarono costantemente una minoranza: erano infatti il 16,4% della popolazione attiva nel 1885, e il 17,3% nel 1910).
La classe alta era costituita da commercianti e industriali: fra il 1750 e il 1910, ad esempio, oltre la metà dei sindaci di Herisau e Bühler appartenevano all'una o all'altra categoria. Negli anni d'oro del ricamo a macchina si aggiunsero ai grandi produttori, divenuti il 5% circa dei capifamiglia con lo sviluppo della tessitura a punto piatto, numerosi piccoli "imprenditori", dallo scarso spirito innovativo e che nella maggior parte dei casi, a differenza dei fabbricanti del XVIII secolo, si rassegnarono a dipendere da case d'esportazione: salvo poche eccezioni, ciò provocò la perdita dell'autonomia di Appenzello Esterno nel commercio tessile internazionale. Dopo il 1820 acquisirono influenza commercianti e industriali di Herisau e imprenditori di Bühler e Lutzenberg, a scapito delle famiglie in precedenza dominanti di Trogen. Solo poche delle ditte esportatrici fondate nel XIX secolo, gestite come imprese familiari, riuscirono a continuare la loro attività nel dopoguerra: ad aprire nuove aziende industriali estranee al ramo dei ricami hanno provveduto altri imprenditori.
Fino al 1900, tra gli esponenti delle autorità, erano relativamente pochi coloro che provenivano dall'agricoltura. Una rappresentanza politica adeguata, tramite i maestri artigiani, avevano invece le arti e i mestieri, ben organizzati in associazioni. Le strutture della società locale, rimaste stabili fino al 1880, dopo quella data mutarono radicalmente: da cantone a maggioranza nettamente riformata Appenzello Esterno divenne cantone a confessione mista, passando dal 93% di riformati nel 1880 al 64% nel 1980. Se nel 1880 la maggior parte delle abitazioni coincideva con il posto di lavoro, nel 1980 solo una piccola minoranza degli alloggi conservava questa identità di funzioni. Un terzo della popolazione attiva, inoltre, lavorava fuori dal comune di residenza. Nel 1880 il 77% degli abitanti aveva la cittadinanza cantonale e i cittadini originari del cantone risiedevano in maggioranza in Appenzello Esterno, mentre nel 1980 aveva la cittadinanza cantonale solo il 38% della popolazione.